# Comuna Uppvidinge
Uppvidinge (Uppvidinge kommun) este o comună din comitatul Kronobergs län, Suedia, cu o populație de 9.288 locuitori (2013).

## Geografie

### Zone urbane
Lista celor mai mari zone urbane din comună (anul 2015) conform Biroului Central de Statistică al Suediei:
| Nr | Zona urbană          | Pop.  |
| -- | -------------------- | ----- |
| 1  | Åseda                | 2.557 |
| 2  | Lenhovda             | 1.762 |
| 3  | Norrhult-Klavreström | 1.184 |
| 4  | Alstermo             | 836   |
| 5  | Älghult              | 497   |

## Demografie
| \| Evoluția demografică în comuna Uppvidinge, 1970–2015 \| Evoluția demografică în comuna Uppvidinge, 1970–2015 \| Evoluția demografică în comuna Uppvidinge, 1970–2015 \| Evoluția demografică în comuna Uppvidinge, 1970–2015 \| Evoluția demografică în comuna Uppvidinge, 1970–2015 \| \| ----------------------------------------------------------------------------------------------------- \| ---------------------------------------------------- \| ---------------------------------------------------- \| ---------------------------------------------------- \| ---------------------------------------------------- \| \| An \| \| \| Locuitori \| \| \| 1970 \| 1970 \| \| 11943 \| 11943 \| \| 1975 \| 1975 \| \| 11531 \| 11531 \| \| 1980 \| 1980 \| \| 11040 \| 11040 \| \| 1985 \| 1985 \| \| 10465 \| 10465 \| \| 1990 \| 1990 \| \| 10613 \| 10613 \| \| 1995 \| 1995 \| \| 10389 \| 10389 \| \| 2000 \| 2000 \| \| 9807 \| 9807 \| \| 2005 \| 2005 \| \| 9466 \| 9466 \| \| 2010 \| 2010 \| \| 9244 \| 9244 \| \| 2015 \| 2015 \| \| 9319 \| 9319 \| \| Sursa: SCB - Statistika Centralbyrån, Folkmängd efter region, civilstånd, ålder och kön. År 1968–2016 \| \| \| \| \| |      |  |           |       |
| Evoluția demografică în comuna Uppvidinge, 1970–2015 |      |  |           |       |
| An |      |  | Locuitori |       |
| 1970 | 1970 |  | 11943     | 11943 |
| 1975 | 1975 |  | 11531     | 11531 |
| 1980 | 1980 |  | 11040     | 11040 |
| 1985 | 1985 |  | 10465     | 10465 |
| 1990 | 1990 |  | 10613     | 10613 |
| 1995 | 1995 |  | 10389     | 10389 |
| 2000 | 2000 |  | 9807      | 9807  |
| 2005 | 2005 |  | 9466      | 9466  |
| 2010 | 2010 |  | 9244      | 9244  |
| 2015 | 2015 |  | 9319      | 9319  |
| Sursa: SCB - Statistika Centralbyrån, Folkmängd efter region, civilstånd, ålder och kön. År 1968–2016 |      |  |           |       |